# Росткі (Маковський повіт)
Росткі (пол. Rostki) — село в Польщі, у гміні Шелькув Маковського повіту Мазовецького воєводства.
Населення — 63 особи (2011).
У 1975-1998 роках село належало до Остроленцького воєводства.

## Демографія
Демографічна структура станом на 31 березня 2011 року:
|          | Загалом | Допрацездатний вік | Працездатний вік | Постпрацездатний вік |
| -------- | ------- | ------------------ | ---------------- | -------------------- |
| Чоловіки | 31      | 7                  | 19               | 5                    |
| Жінки    | 32      | 6                  | 14               | 12                   |
| Разом    | 63      | 13                 | 33               | 17                   |